# Planchetta
Planchetta, la Planchetta o Plochizza (in croato Pločica) è uno scoglio al centro del canale di Curzola (Korčulanski kanal) nel mare Adriatico, in Croazia. Si trova tra le isole di Curzola, Lesina e Torcola. Amministrativamente appartiene al comune della città di Blatta, nella regione raguseo-narentana.

## Geografia
Planchetta è situato circa 6,8 km a nord di Curzola, 10 km a sud di Lesina e 8,5 a sud-est di Torcola. L'isolotto è lungo e stretto, ha circa 850 m di lunghezza, una superficie di 0,07 km², la costa lunga 1,94 km ed è alto 12 m; alla sua estremità nord-occidentale ha un faro.

### Cartografia
- (HR) Mappa topografica della Croazia 1:25000, su preglednik.arkod.hr. URL consultato il 2 febbraio 2017.
- Carta di cabottaggio del mare Adriatico, foglio XI, Milano, Istituto geografico militare, 1822-1824. URL consultato il 27 giugno 2017 (archiviato dall'url originale il 13 aprile 2013).
- G. Giani, Carta prospettiva delle Comuni censuarie della Dalmazia, foglio 9, 1839. Fondo Miscellanea cartografica catastale, Archivio di Stato di Trieste.